# Rivolta del ghetto di Białystok
La rivolta del ghetto di Białystok fu organizzata nel ghetto di Białystok contro le autorità d'occupazione nazionalsocialiste durante il secondo conflitto mondiale. La rivolta fu organizzata e diretta dalla Antyfaszystowska Organizacja Bojowa (AOB, «Organizzazione Militare Antifascista» in lingua polacca) e fu la seconda più grande rivolta di un ghetto dopo quella di Varsavia.
Nel febbraio 1943 vivevano approssimativamente 15 000 persone nel ghetto di Białystok; le autorità nazionalsocialiste avevano pianificato la liquidazione del ghetto per il mese di febbraio ma la resistenza armata da parte degli occupanti le obbligò a rimandare il progetto. Nonostante ciò il «reinsediamento» verso i campi di concentramento e di sterminio proseguì senza interruzioni.
Il progetto di liquidazione venne ripreso nel mese di agosto: nella notte tra il 15 ed il 16 agosto 1943 le truppe tedesche rientrarono nel ghetto ma si scontrarono con la resistenza di alcune centinaia di ebrei. I guerriglieri, comandati da Mordechaj Tanenbaum e Daniel Moszkowicz, erano malamente armati con solo una mitragliatrice, poche dozzine di pistole e bottiglie Molotov. Come la precedente rivolta del ghetto di Varsavia, anche questa insurrezione non aveva nessuna possibilità di successo vista la disparità di forze in campo, tuttavia offriva la possibilità di morire in combattimento piuttosto che, passivamente, nei campi di sterminio tedeschi.
La resistenza in isolate sacche proseguì per numerosi giorni ma la linea principale di difesa venne distrutta quasi immediatamente. I comandanti della rivolta si suicidarono nei loro bunker dopo aver esaurito le munizioni. Poche dozzine di rivoltosi riuscirono a fuggire dal ghetto di Białystok e a riparare nei boschi vicini dove presero contatto con le formazioni partigiane dell'Armia Krajowa riuscendo così a sopravvivere al conflitto.
La maggior parte degli ebrei del ghetto di Białystok furono deportati nei campi di Treblinka, Majdanek e Auschwitz. Circa 1200 bambini furono inizialmente deportati presso il campo di concentramento di Theresienstadt e successivamente ad Auschwitz.
Dei circa 60 000 ebrei che vivevano a Białystok prima della guerra solo poche centinaia sopravvissero alla Shoah.